# Chillarón del Rey
Chillarón del Rey – gmina w Hiszpanii, w prowincji Guadalajara, w Kastylii-La Mancha, o powierzchni 17,29 km². W 2011 roku gmina liczyła 118 mieszkańców.